# Wetterscheidt
Wetterscheidt ist ein Ortsteil der Gemeinde Mertendorf im Burgenlandkreis in Sachsen-Anhalt.

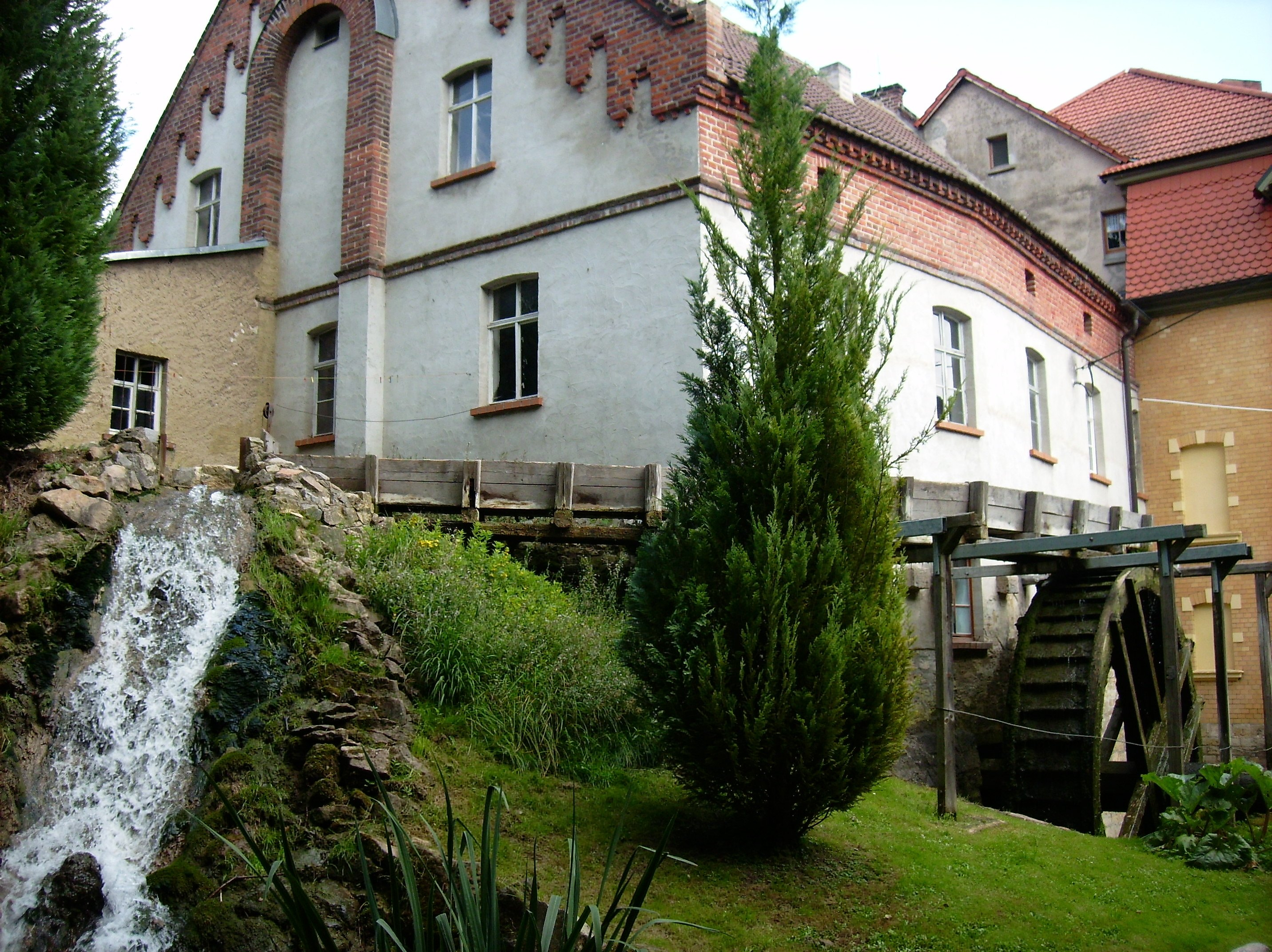
Untermühle

## Geografie
Wetterscheidt liegt südwestlich von Mertendorf an der Mündung des Neidschützer Bachs in die Wethau.

## Geschichte
Wetterscheidt gehörte im 17. Jahrhundert zum Streubesitz der Schenken von Tautenburg im kursächsischen Amt Weißenfels. Nach dem Tod von Christian Schenk von Tautenburg gehörte der Ort ab 1640/52 als Exklave zum kursächsischen Amt Tautenburg. Mit dem Wiener Kongress kam Wetterscheidt 1815 zum preußischen Landkreis Naumburg in der Provinz Sachsen.
Das genaue Eingemeindungsdatum des Orts nach Mertendorf ist unbekannt, es geschah jedoch vor 1950. Seit dem Zusammenschluss der Gemeinden Görschen und Löbitz mit der Gemeinde Mertendorf am 1. Januar 2010 ist Wetterscheidt ein Ortsteil der neuen Gemeinde Mertendorf.